# Li Zhaodao
Li Zhaodao, Li Chao-Tao ou Li Tchao-Tao, est un peintre chinois des VIIe – VIIIe siècles, actif vers 670-730.

## Biographie
Fils du peintre Li Sixun, il est connu sous le nom de Petit Général Li, son père ayant été général. . Les jugements des critiques anciens ne sont pas unanimes dans l'évaluation des mérites respectifs du père et du fils. On attribue généralement  à ce dernier une puissance moindre mais un charme plus subtil. Il a sans doute tendance à renchérir sur la tendance décorative de son père, développant un style encore plus délicat et une conception encore plus fragmentée, avec le même usage des couleurs bleue, verte et or. C'est ce que prouvent les deux œuvres conservées au Musée national du palais de Taipei, qui ne sont vraisemblablement pas de lui, mais que l'on peut rattacher à son style : La fuite de l'empereur Xuanzong au Sichuan et la Promenade dans les montagnes au printemps.

## Attribution par tradition
Halte ou promenade dans la montagne au printemps, une composition attribuée par tradition à Li Zhaodao, sans doute copie tardive d'une œuvre Tang. Détail d'un rouleau en hauteur : Des voyageurs à cheval sortent d'un défilé et font halte dans une vallée où coule une rivière, au pied d'une triple masse de pics. Les chevaux libres de s'ébattre se roulent sur le sol. Plus loin vers la gauche, les cavaliers de tête s'engagent à flanc de montagne. La peinture est exécutée dans la manière linéaire. À l'intérieur des contours, des lavis bleus et verts rehaussent le dessin.
C'est à travers les œuvres de Zhaodao que la littérature critique cherche à faire revivre le génie de Li Sixun, son père, grand maître du paysage à la fin du VIIe siècle et au début du VIIIe siècle.  D'après Zhang Yanyuan (810-880), Zhaodao change le style de son père et même, le surpasse en ingéniosité. D'après Zhu Jingxuan, au contraire, il n'égale jamais son père par la puissance du trait.

## Influence d'écoles
Dans l'école Chan, il y a deux lignages, l'un du Sud, l'autre du Nord. À l'époque Tang, ils commencent à se distinguer. Ces deux lignages sont aussi présents en peinture dès la même époque. Cependant, les hommes qui les représentent ne sont pas nécessairement originaires du Sud ou du Nord. Le critère de sélection entre les deux lignages n'est pas géographique, il est d'ordre esthétique. Pour les peintres classés dans l'école du Nord, il importe d'obtenir la ressemblance formelle par un dessin détaillé et l'emploi de couleurs brillantes. Les peintres de l'école du Sud vont au-delà. Guidés par l'intuition, ils saisissent d'un seul coup l'essence des choses. L'école du Nord tire son origine des deux Li (Li Sixun et Li Zhaodao) qui peignent les paysages en couleurs. Leur manière se transmet à Zhao Gan (actif dans la seconde moitié du Xe siècle, à Zhao Boju et à son frère Boxiao, et autres.

## Attribution par transposition
Voyage de l'Empereur brillant vers Shu, est une œuvre anonyme au XIe siècle d'après une composition du VIIe siècle (?). Comme dans l'œuvre intitulée Halte dans la montagne au printemps, un cortège de cavalier débouche dans une vallée. L'empereur est en tête du cortège. Sur le bord de l'eau, cavaliers et chevaux prennent leur repos. Plus loin, le regard peut suivre la marche ascensionnelle de l'avant-garde à flanc de montagne. Dans ces deux compositions, la stylisation des falaises et des pics, le rythme de l'ensemble, se réfèrent à des modèles anciens et à peu près identiques. Dans la peinture présentée ici, une certaine sécheresse et un travail très poussé d'élaboration justifient l'attribution à un peintre Song (ou postérieur) transposant une œuvre de Li Zhaodao.

## Influence de style
Le style bleu-et-vert, traditionnellement associé à Li Sixun et à son fils Zhaodao, devient extrêmement populaire après le règne de Wu Zetian. Son influence croissante est liée à un changement important dans l'art de cour vers la fin de la première période Tang : un glissement graduel de l'art lourdement politique vers des œuvres apolitiques, réalisées d'une manière plus plaisante et détendue. En examinant les documents et les œuvres d'art du début du huitième siècle, on observe une tendance à l'esthétisme et au formalisme, à mesure que les mécènes et les peintres de cour accordent plus d'attention au mode de représentation qu'au sujet.
À la différence de Yan Liben et d'autres artistes employés par l'empereur, les deux Li sont eux-mêmes membres du clan impérial. Ce statut devait augmenter leur influence artistique potentielle, mais ils sont exposés, en tant que membres de la famille royale, au grave danger que représentent les intrigues de cour, et leur rôle dans l'art est conditionné par les dénouements des luttes politiques. Pour sa part, Li Sixun reste des années caché pour éviter les persécutions de Wu Zetian contre la maison royale des Tang, et il ne regagne la cour qu'après l'abdication de Wu en 704.

## Œuvres

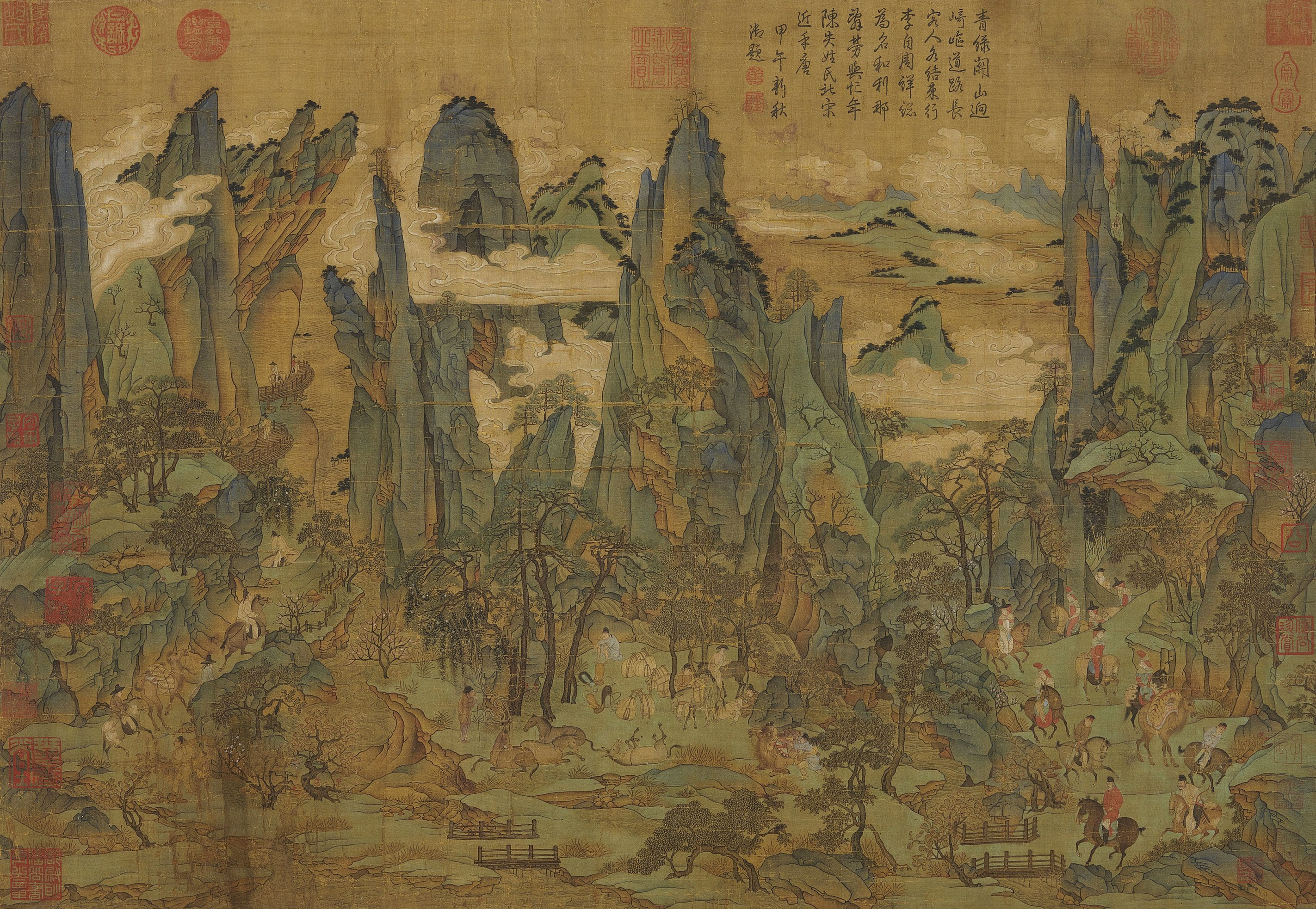
Voyage de l'empereur Minghuang vers Shu Attribué à Li Zhaodao

- Boston (Musée des beaux-arts de Boston)
  - Le palais Jucheng, fragment d'une imitation tardive.
- Pékin (Musée du Palais):
  - Course de bateaux-dragons, éventail attribué.
  - Vue lointaine du palais Han, éventail attribué.
- Taipei (Musée national du palais):
  - Voyage de l'empereur Minghuang vers Shu, rouleau mural, encre et couleur sur soie, 55,9x81cm. Attribué[n 1].
  - La fuite de l'empereur Xuanzong au Sichuan, encre et couleur sur soie, rouleau en hauteur, attribué.
  - Promenade dans les montagnes au printemps, encre et couleur sur soie, rouleau en hauteur, attribué.
  - La tour de Loyang, feuille d'album, colophon de Dong Qichang.
  - La rivière Qu, poème de Qianlong.